# Codo
Codo és un municipi d'Aragó, situat a la província de Saragossa i enquadrat a la comarca del Camp de Belchite. Té una àrea de 11,36 km². Es troba a 46 km de Saragossa i a 342 metres d'altitud. La temperatura mitjana anual és de 15,1 °C, i la precipitació anual, 370 mm.

## Història

### Orígens
L'orige de la localitat és incert. Els primers antecedents d'habitants a la zona corresponen als segles VI i VII dC a la Varella Castellar, a on se va localitzar una necròpolis visigoda. Les primeres dades documentades que mencionen Codo es remunten a la donació de la vila que el rei d'Aragó, en Jaume I el Conqueridor, feu als monjos cistercencs del monestir de Rueda el 3 de juliol de 1224. Esta donació donació està registrada a la seu del Justícia d'Aragó.
La primavera de 1588, durant la guerra de muntanyencs i moriscs varen tindre lloc esdeveniments sagnants que assolaren Codo i tota la comarca. Les primeres batusses havien ocorregut entre moriscs de Codo i bandes de pastors del Serrablo al Planerón. El poble va arribar a ser abandonat pels seus habitants durant un temps indeterminat. La fi de l'enfrontament permet el retorn de la població.
Dos fets futurs incidixen profundament en la vila de Codo: l'expulsió dels moriscs (segle xvii) i la desamortització de Mendizábal (segle XIX). Ambdós marquen un abans i un després en la història de la localitat.

### Guerra civil
La Guerra Civil espanyola suposa el fet més dramàtic en la història de Codo durant el segle XX. El 24 d'agost de 1937, les columnes republicanes, en el context de l'Ofensiva de Saragossa, ataquen la localitat pròxima de Quinto i ocupen Codo, per a prendre des d'allí Belchite, el 6 de setembre. També fon a la població de Codo, el 24 d'agost de 1937, a on tingué lloc la sangnant batalla del Terç de Montserrat. Format per 182 jóvens, la majoria dels quals eren catalans, n'hi perderen la vida més de 140, a més de nombrosos civils. A causa dels mèrits de guerra aconseguits a Codo, el voluntari del requeté Jaime Bofill-Gasset i Amil obtingué la condecoració Llorejada de San Ferran. La població quedà molt malmesa; la nit de Nadal de 1937 totes les famílies de Codo, llevat d'algun jove en edat d'anar al front, són obligades a abandonar el poble en camions militars. Es convertixen en refugiats de guerra i són acollits per famílies republicanes en localitats del Baix Aragó com ara Favara o Nonasp.
Durant els dies terribles de 1937, estigué a Codo el famós escriptor rus Mikhaïl Koltsov, que descrigué les seues experiències en el llibre Diario de la guerra española, publicat en 1938. En les seues pàgines es poden llegir referències a aquells dies a Codo.

### Jaciment arqueològic
En 1971, a la Varella Castellar, la localització i l'excavació d'una necròpolis visigoda suposaren una fita històrica. Els treballs afectaren sis enterraments, uns de lloses de pedra toscament tallada i altres amb sarcòfags en pedra calcària. Es tractava d'un parament pobre, compost per una arracada de bronze, una miqueta de ceràmica, vidre i claus. Data dels segles VI i VII dC.

## Demografia
| 1857 | 1900 | 1910 | 1920 | 1930 | 1940 | 1950 | 1960 | 1970 | 1981 | 1991 | 2001 | 2009 |
| ---- | ---- | ---- | ---- | ---- | ---- | ---- | ---- | ---- | ---- | ---- | ---- | ---- |
| 1176 | 1011 | 1161 | 1140 | 1069 | 885  | 918  | 707  | 496  | 402  | 325  | 275  | 212  |

## Festes
Codo celebra les festes majors el 20 d'agost en honor de Sant Bernat, degut al seu passat cirtencenc.

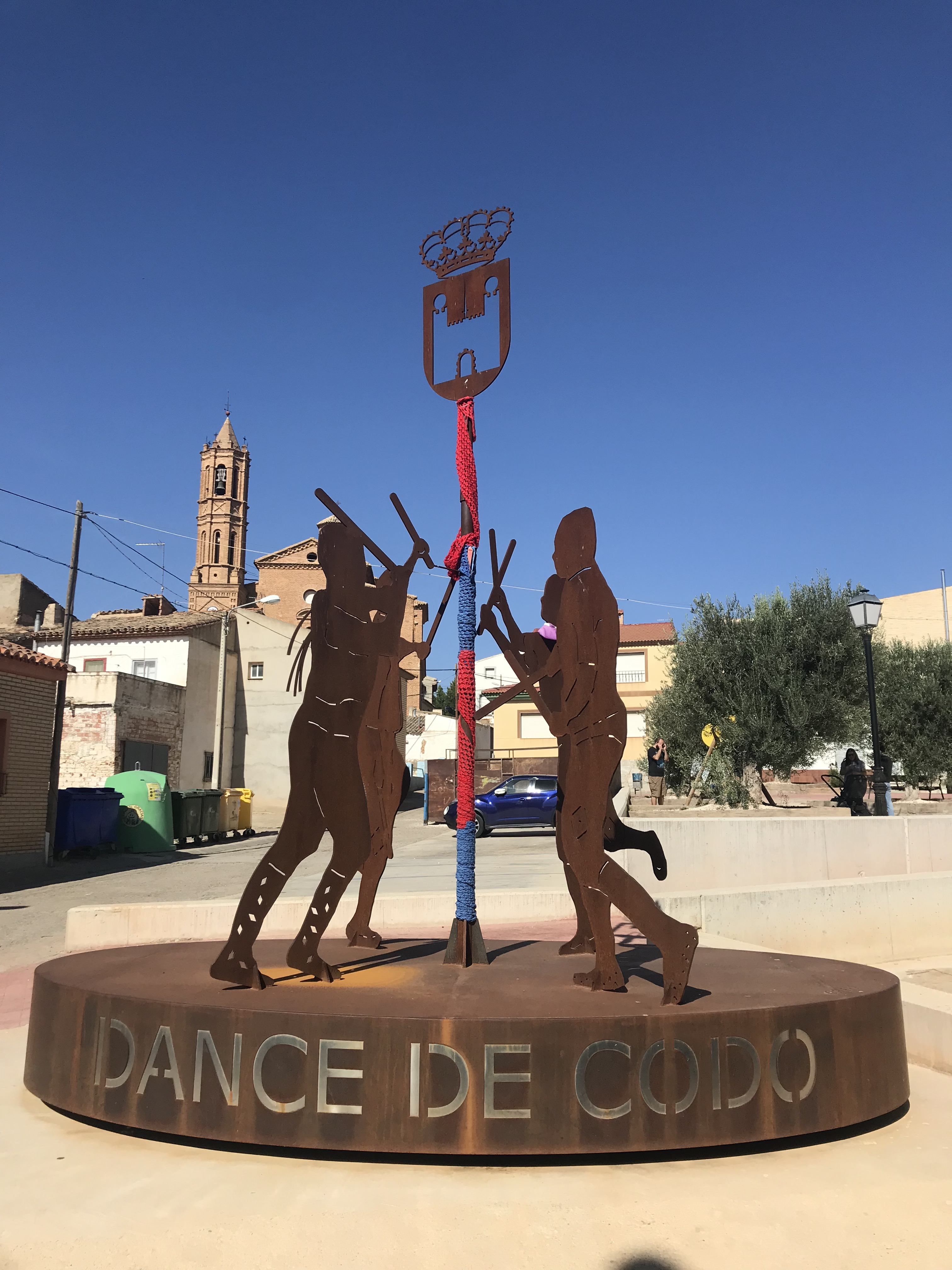
Monument al dance de Codo

Els seus trets més característics son el Dance de Codo o paloteado un ball que es balla amb vestits característics, adornats amb cintes i cascavells, i els corresponents pals. La música també és una característica pròpia, puix que es tracta de composicions originals i úniques en la tradició musical aragonesa. Existix memòria d'un dance amb espases i broquers, hui dia desaparegut.
El dance està format pel passacarrer "Cuatro Galanes" i per les figures següents: "La Malva", "El Cerecero", "Los Pajarillos", "San Bernardo" o "El Santo" i "Los Tordos".